# Frauenlob

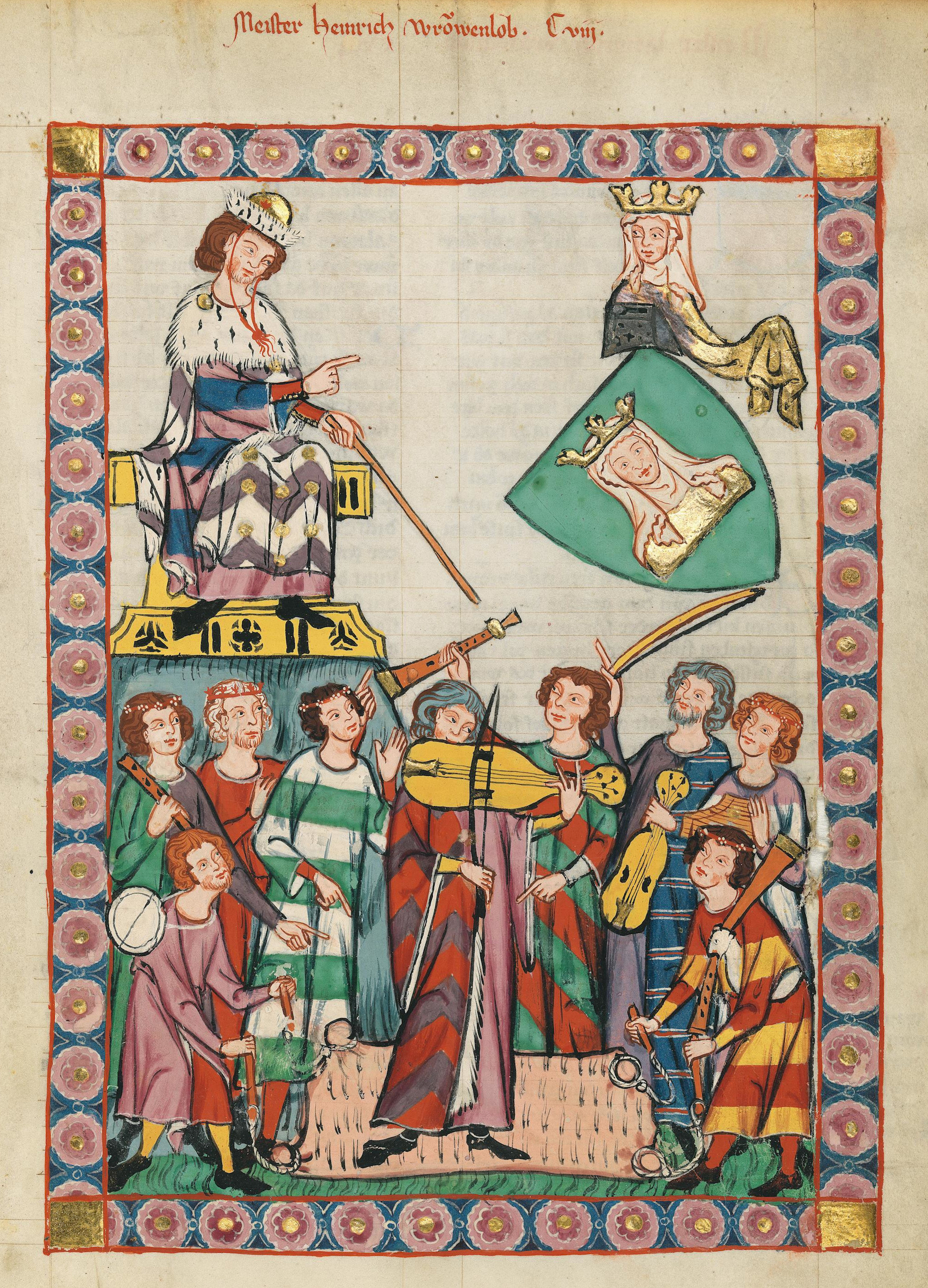
Meister Heinrich Frauenlob (Codex Manesse, 14. Jahrhundert)

Heinrich von Meißen, genannt Frauenlob (* zwischen 1250 und 1260 in Meißen; † 29. November 1318 in Mainz) war ein einflussreicher Dichter deutscher Volkssprache, dessen programmatischer Künstlername wohl von seinem Marienleich herrührt. Die darin gepriesene vrouwe ist die Himmelskönigin Maria.

## Leben und Wirken

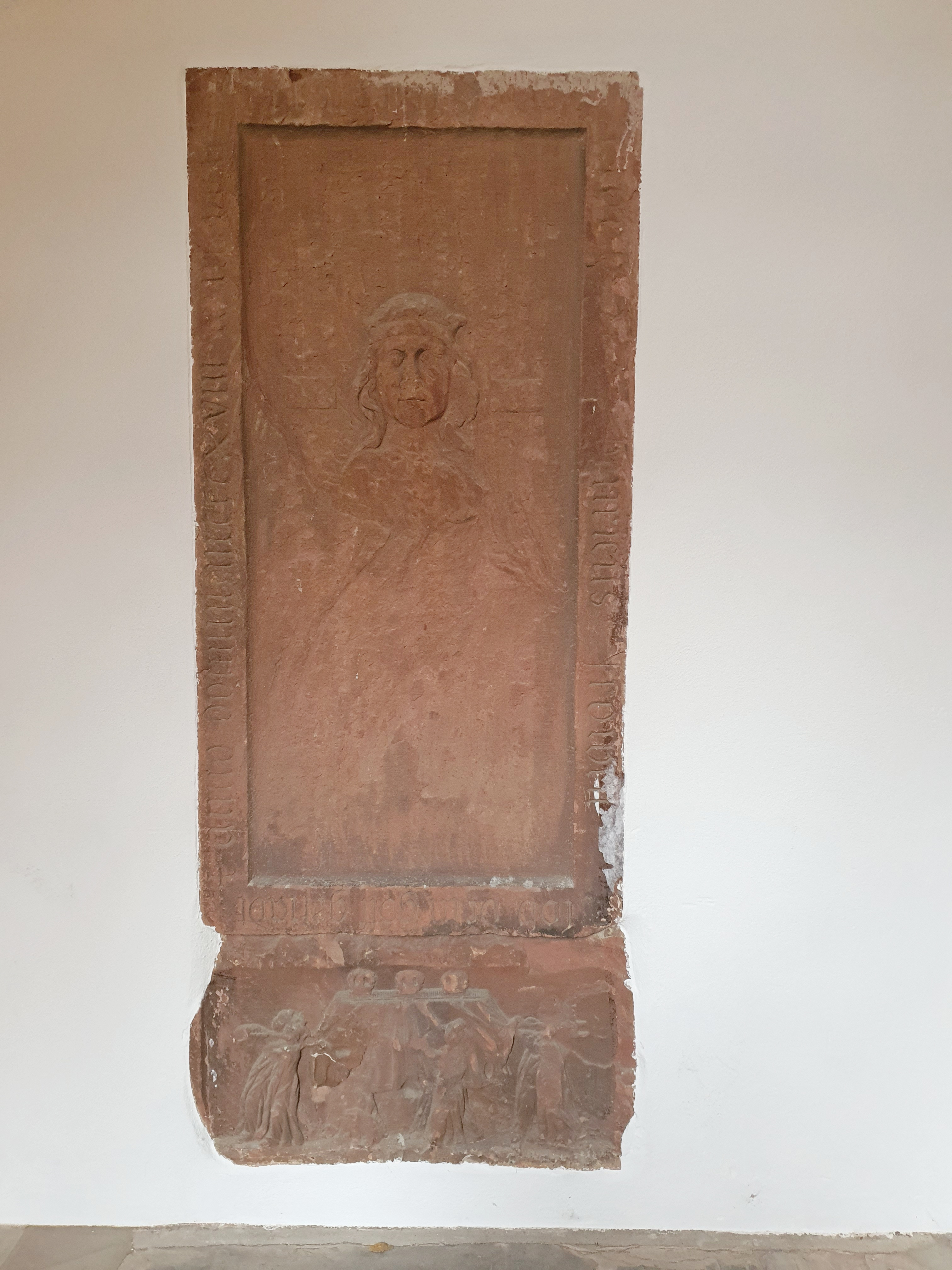
Grabstein des Heinrich von Meißen, genannt Frauenlob, im Kreuzgang des Mainzer Doms. Gefertigt 1783 von Johann Matthäus Eschenbach.

Der aus Meißen stammende Dichter hielt sich um 1276/78 in Böhmen auf, 1299 diente er – urkundlich als ystrio dictus Vrowenlop bezeugt – dem Herzog Heinrich von Kärnten. Frauenlob dichtete für König Rudolf I. von Habsburg, König Wenzel II. von Böhmen, den König von Dänemark, Fürst Wizlaw III. von Rügen, Erzbischof Giselbert von Bremen und andere. Einige Sprüche sind dem Rostocker Ritterfest von 1311 gewidmet. Zuletzt lebte er als Schützling von Peter von Aspelt, einem Erzbischof und früheren Kanzler Wenzels II., in Mainz. Nach seinem Tod wurde er im östlichen Kreuzgang des Mainzer Doms beigesetzt.
1774 wurde sein Grabstein bei Bauarbeiten zerstört, er wurde 1783 von Johann M. Eschenbach und erneut 1841/42 von Ludwig Schwanthaler ersetzt.
Frauenlob war einer der einflussreichsten deutschsprachigen Dichter des 14. Jahrhunderts. Sein Werk ist in zahlreichen Handschriften überliefert. Er war so einflussreich, dass viele seinen Stil imitierten. Insgesamt stellt sich dadurch immer die Frage nach der „Echtheit“ des Frauenlob-Gutes, da oft nicht eindeutig ist, ob es sich um seine eigene Autorschaft handelt. Zu seinem Werk zählen 13 Minnelieder, der „Marienleich“, auch bekannt als „Frauenleich“, der „Minneleich“ und der „Kreuzleich“, das Streitgespräch zwischen Minne und Welt sowie eine große Menge Sangsprüche in einer Vielzahl eigener Töne. Über die genaue Anzahl herrscht kein völliger Konsens, Schätzungen liegen bei etwa 300 Sprüchen in vermutlich 15 eigenen Tönen.
Den größten Einfluss auf das Werk Frauenlobs hatte Konrad von Würzburg als sein Vorbild. Bei aller Verehrung seines Vorbilds ist Frauenlobs dichterischer Stil dennoch eigenständig. Seine Sprache ist künstlerisch, gewählt und bildreich, während seine Töne komplex strukturiert sind. Das Bild als dichterisches Mittel wurde von Frauenlob in besonderer Weise etabliert und ist ein herausragendes Merkmal seines dichterischen Erfindungsgeistes. Er war ein Meister des „geblümten Stils“.
Bekannt wurde Frauenlob durch seine Leichs und erfuhr schon zu Lebzeiten Bewunderung und mäzenatische Förderung wie außer ihm in vergleichbarer Weise vielleicht nur Walther von der Vogelweide. Später ab dem 15. Jahrhundert wurde Frauenlob von der meistersängerischen Gesangspflege als einer der großen Meister verehrt und viele Meisterlieder wurden mit leichten Variationen in seinen Tönen und seiner Manier ihm zu Ehren verfasst, teilweise in den Mund gelegt oder in Handschriften dieser Zeit zugeschrieben.
In der Forschung gelten Frauenlob und Regenbogen als die letzten großen Sangspruchdichter. Helmut Tervooren spricht davon, dass Frauenlob als „eine Art Fluchtpunkt“ gesehen werden könne.  Damit ist gemeint, dass sich durch Frauenlob noch einmal der gesamte Facettenreichtum höfischen Sangspruchs in seiner „letzten Konsequenz“ offenbarte, bevor es zum Bruch in der „Überlieferungskultur“ kam, indem es auch mit aufwändigen lyrischen Handschriften und Sammlungen im höfischen Umfeld zunehmend vorbei war, während die bürgerlichen, meistersängerischen Handschriften – nun meist Papierhandschriften – aufkamen.

## Zur Echtheitsfrage
Um zu Erkenntnissen in der Echtheitsfrage zu gelangen, müssen die Handschriften verglichen werden. Dabei muss analysiert werden, was die besonderen Merkmale des Stils Frauenlobs sind. Abweichungen davon werden zu Indizien, die gegen seine Autorschaft sprechen. Einer der dies tat und zugleich einer der  für die Frauenlob-Forschung prägendsten Männer war Helmuth Thomas. In den 1939 in der Fachzeitschrift Palaestra 217 – Untersuchungen und Texte aus der deutschen und englischen Philologie erschienenen „Untersuchungen zur Überlieferung der Spruchdichtung Frauenlobs“ stellte er anhand seiner Echtheitskriterien eine Übersicht des Werkes Frauenlobs in den verschiedenen Handschriften zusammen und legte die Argumente dar, die für seine Zusammenstellung sprechen. Thomas’ Analyse liegt bis heute der Forschung und Rekonstruktion des Werkes Frauenlobs maßgeblich zugrunde.

## Überlieferungsquellen

Anfang eines Liedes Frauenlobs mit Neumennotation

Die Quellen potentieller Überlieferung sind zahlreich. Als die wichtigsten Textzeugen des Werkes gelten nach Helmuth Thomas:
- die Jenaer Liederhandschrift (J) mit ihren Nachträgen (Jn1, Jn2)
- die Große Heidelberger Liederhandschrift, auch genannt Manessische Handschrift (C)

Weitere Quellen sind:
- die Kolmarer Liederhandschrift (k – auch mit den Siglen t, K und ko bezeichnet)
- die Wiener Handschrift (W)
- die Breslauer Handschriftenfragmente
- die Anhänge der Heidelberger Handschrift (H und R)
- die Würzburger Handschrift (E)
- die Niederrheinische Liederhandschrift (n)
- die Möserschen Bruchstücke einer niederdeutschen Liederhandschrift (m)
- die Haager Handschrift
- die Weimarer Handschrift (f)
- die Donaueschinger Liederhandschrift (u)
- die Wiltener Meistersängerhandschrift (w)
- die Münchener Meistersängerhandschrift (s)
- das Prager Gebetbuch Karls IV.
- ein Brief von Johann von Neumarkt
- weitere Meistersingerhandschriften

## Die wichtigsten Überlieferungsquellen im Einzelnen

### Höfische Handschriften

#### Jenaer Liederhandschrift (J)
In der Jenaer Liederhandschrift befindet sich die vermutlich unverfälschteste Sammlung von Sangsprüchen Frauenlobs. Es befinden sich insgesamt 3 Überlieferungen in der Handschrift. Ein relativ großer Abschnitt von 55 Sprüchen durch den Hauptschreiber der Handschrift aus der Mitte des 14. Jahrhunderts und 2 Nachträge. Durch 5 verloren gegangene Blätter  der Handschrift ist auch der Anfang des Frauenlob-Abschnittes nicht erhalten geblieben, der Verlust ist nicht klar zu ermessen, die Theorien gehen dabei auseinander – von großem Verlust bis hin dazu, dass durch den Blattausfall nur auch anderswo überlieferte Texte verloren gegangen seien. Der erste Nachtrag wurde zeitnah zur Entstehung der Handschrift von einem anderen Schreiber am Rand vorgenommen und umfasst 30 Strophen des langen Tons. Dieser Abschnitt wird mit Jn1 bezeichnet. Der zweite Nachtrag am unteren Rand einer Seite umfasst 3 Sprüche im zarten Ton und wurde vermutlich im 15. Jahrhundert vorgenommen – er trägt die Bezeichnung Jn2. Eine besondere Qualität der Frauenlob Überlieferung durch diese Handschrift besteht in der vergleichsweise leichten Korrigierbarkeit der Schreibfehler.

#### Große Heidelberger Liederhandschrift (C)
Die Große Heidelberger Liederhandschrift oder auch Manessische Handschrift überliefert den Frauenleich und 30 Sprüche im langen, kurzen und grünen Ton. Die Autorschaft Frauenlobs gilt als besonders gesichert, da sein Name in der Handschrift mehrfach festgehalten wird. Frauenlob wird hier bereits Meister Heinrich vrouwenlop genannt. Sowohl der Frauenleich als auch die beiden letzten Sangsprüche erscheinen jedoch im Vergleich zu J laut Thomas im Wortlaut bis hin zu ganzen Absätzen entstellt, wobei der Frauenleich im Vergleich zu den letzten Sprüchen der Sammlung noch näher am Ursprung scheint. In vorangehenden Analysen sei durch Pfannmüller auf schlechte Vorlagen für den Schreiber der Handschrift geschlossen worden – besonders bei den letzten beiden Sprüchen. Die übrigen Sprüche sind jedoch gut erhalten.

#### Würzburger Handschrift (E)
In der Würzburger Handschrift werden entgegen den Versprechungen des Registers nur der Frauenleich und ein Spruch im langen Ton überliefert, da die Kapitel 2–14 verloren gegangen sind. Die Handschrift gilt laut Thomas aber auch als eher unzuverlässig.

#### Wiener Handschrift (W)
Die Wiener Handschrift, die sich aus mehreren eigenständigen Überlieferungen zusammensetzt, enthält im ersten Teil den Schluss des Frauenleichs und den Anfang der lateinischen Übersetzung. Im zweiten Teil drei Sprüche Frauenlobs im grünen Ton und weitere drei im Würgendrosselton. Die Sprüche im Grünen Ton stammen gemäß der Überschrift in der Handschrift von kurz vor Frauenlobs Tod. Jedoch weichen die Sprüche formal von anderen Sprüchen im Grünen Ton in einer weise ab, wie es in späterer meistersingerischer Tradition vorkam. Laut Thomas ist die ein Indiz dafür, dass die Sprüche im grünen Ton nicht als gesichert angesehen werden dürfen. Die drei Sprüche m Würgendrosselton hingegen können durch den Vergleich mit der Weimarer Handschrift f als echt angesehen werden.

### Meistersängerische Handschriften

#### Kolmarer Liederhandschrift (k)
Die im 15. Jahrhundert entstandene Kolmarer Liederhandschrift überliefert mindestens 32 echte Sprüche Frauenlobs und dessen Marienleich, der gesondert vorangestellt den Auftakt der Handschrift bildet. Dies deutet darauf hin, dass Frauenlob von den Verfassern dieser Handschrift, darunter auch ein als Autor und (laien)ärztlich tätiger Schreiber, meistersängerischer Tradition hoch geschätzt wurde. Das Frauenlob-Corpus von k umfasst neben dem Marienleich und einem weiteren Leich mehrere hundert Sprüche im Überzarten Ton, Langen Ton, Würgendrüsselton, der Froschweise, im Goldenen Ton, in der Hundeweise und Spiegelweise, im Vergessenen Ton, Neuen Ton, Zarten Ton, Grünen Ton, in der Ritterweise und in der Zugweise. Die Echtheitsfrage bzw. die Frage der Autorschaft ist in k durch die meistersängerische Redaktion besonders komplex und nicht alle Kommentare der Verfasser sind verlässlich. So wird zum Beispiel die Briefweise in der Handschrift k Frauenlob und Regenbogen gemeinsam angerechnet, ist aber durch den Vergleich mit der Großen Heidelberger Liederhandschrift C Regenbogen zuzuordnen. Insgesamt ist jedenfalls davon auszugehen, dass ein Teil der Sprüche in Frauenlobs Tönen von Angehörigen der meistersängerischen Tradition in seiner Manier verfasst wurde. Ebenso ist durch den Hintergrund der meistersängerischen redaktionellen Verzerrung des Originalgutes die Beziehung zwischen Frauenlob und Regenbogen insgesamt nicht klar belegbar, da es sich auch um eine nachträgliche nicht authentische Inszenierung handeln könnte.

#### Weimarer Papierhandschrift (f)
Die Weimarer Papierhandschrift, die vermutlich in Nürnberg zwischen 1455 und 1475 entstand gehört zu den größeren Überlieferungsquellen für Frauenlob. Sie enthält 3 Leiche, das Streitgespräch über Minne und Welt und die Lieder sowie 273 Sprüche in seinen Tönen. Da es sich auch um eine meistersängerisch redaktionierte Handschrift handelt, stellt sich für die Sprüche in gleicher Weise die Frage nach der Text-Autorschaft wie im Falle der Kolmarer Liederhandschrift. Stärker als in jener ist jedoch der Grad der Entstellung. Für die Frauenlob-Forschung ist die Weimarer Papierhandschrift deshalb vor allem nützlich zu Vergleichen mit anderen Handschriften und Fragmenten und zur Bestätigung und Identifizierung von weiterem Frauenlob-Gut. Im Vergleich zu k wird auch die Sortierung in Barform nicht konsequent eingehalten. Zwischen anderen echten Tönen Frauenlobs finden sich zwei in Handschriften des 14. Jahrhunderts nicht überlieferte Töne: der Neue Ton und der Vergessene Ton.

#### Wiltener Meistersängerhandschrift (w)
Eine weitere meistersängerisch redaktionierte Handschrift ist die Wiltener Handschrift. Gleich der Kolmarer Liederhandschrift nimmt auch in ihr Frauenlob den ersten Platz ein. Es werden Töne im Langen, Neuen und Zarten Ton überliefert sowie im Würgendrosselton, im Grünen Ton und in der Ritter-, Spiel- und Zugweise. Ihm werden von den Verfassern der Handschrift des Weiteren Werke von Autoren wie zum Beispiel Konrads von Würzburg und Reinmars von Zweter zugeschrieben, was jedoch durch Vergleich mit anderen Überlieferungsquellen als ausgeschlossen gelten kann.

#### Münchener Meistersängerhandschrift (s)
Die Münchener Meistersängerhandschrift überliefert zehn Bare in Frauenlobs Tönen: dem Grünen, Zarten, Langen und Neuen Ton. Nur bei wenigen verstreuten Strophen dieser Bare handelt es sich jedoch um echtes Frauenlob-Gut. Sie weichen sowohl von der Manier als auch dem Themenkreis Frauenlobs ab und können deshalb als unecht betrachtet werden.

### Fragmente

#### Breslauer Handschriftenfragmente

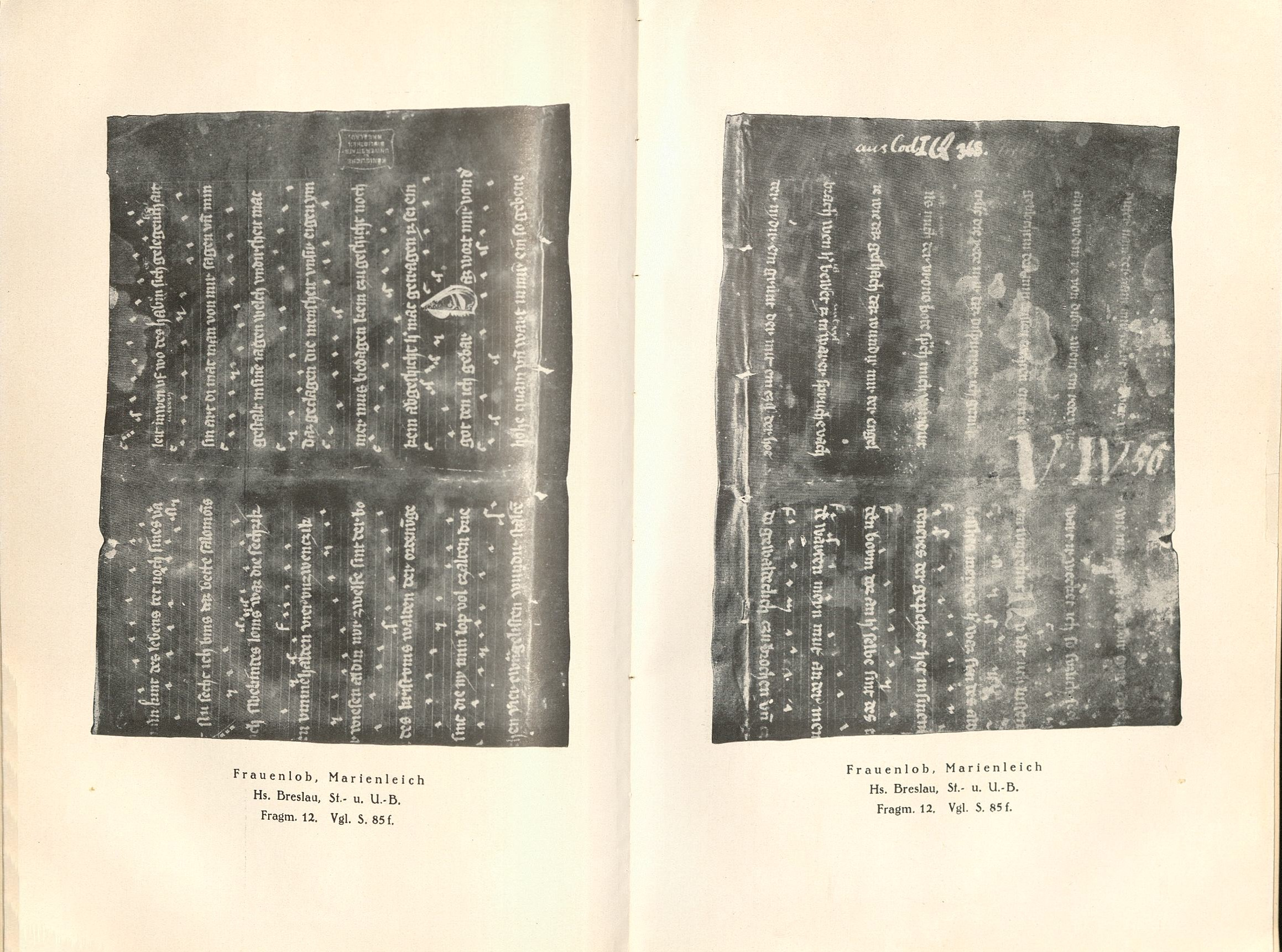
Marienleich Breslau

Bei den Breslauer Handschriftenfragmenten handelt es sich um 16 beschriebene Falzstreifen, die sich zu 2 Seiten zusammensetzen lassen. Darauf befinden sich neben Spruchfragmenten im Würgendrosselton und nicht klar identifizierbaren Tönen 3 Sprüche im Goldenen Ton und weitere drei im zarten Ton. Durch den Abgleich mit anderen Handschriften (J, w, f und k) kann die Autorschaft Frauenlobs jedoch als gesichert betrachtet werden.

## Polemik um Frauenlob
Aus den überlieferten Texten Frauenlobs und seiner Dichterkollegen entsteht mehrfach ein Bild eines zur Selbstrühmung neigenden Heinrichs von Meissen, dessen Kollegen eben gegen seine hochpreisenden Selbstdarstellungen eine Gegenhaltung beziehen. Diese gegenseitigen Referenzen fasst Burghart Wachinger in mehreren Kapiteln zusammen. Dabei müsse man unterscheiden zwischen einerseits der Polemik, die auf echtem Frauenlob-Gut basiert, und andererseits den Streitgedichten, die dem Dichter und vornehmlich seinem Kollegen Regenbogen zumindest möglicherweise in den Mund gelegt wurden. Letztere basieren auf dem umfangreichen Material aus den Meistersingerhandschriften, bei dem jedoch auch in diesem Zusammenhang die Indizien in der Echtheitsfrage gegen eine originale Textautorschaft Frauenlobs sprechen. Es muss also davon ausgegangen werden, dass der aus den Meistersingerhandschriften hervorgehende Streit zwischen den „Meistern“ Frauenlob und Regenbogen eine inszenierte Fiktion der meistersängerischen Tradition ist.

### wîp-vrouwe-Streit
Der wîp-vrouwe-Streit behandelt das Für und Wider des Sprachgebrauchs der Bezeichnungen wîp und vrouwe. Den Anfang nahm der Streit wohl mit folgender Strophe im Langen Ton Frauenlobs:
Die den wîp-vrouwe-Streit auslösende Strophe

Maget, wib und vrouwe, da lit aller selden goum.

maget ist ein boum:

der ersten kiusche blumen

von ir magetume,

heilrich ursprinc, des wunsches wesen –   aller sinne gumen,

die kunden nicht die süzen art   volloben der kiuschen megede.

Swenn aber der süzen blumen lust durch menlich list

gevallen ist,

wib nennet man sie denne.

ob ich rechte erkenne,

den namen Wunne Irdisch Paradis   ich von schulden nenne.

lob si dir, wib, durch vreuden namen   und durch din biltbehegede.

Ouch ob sie menlich recht begat

und vrucht gebirt, alrest den rat,

daz hoste phat

errungen hat:

vrouwe ist ein name, ir billich lat:

der nuz uf al ir wirde stat,

vrouwe ist ein name, der menschen sin   treit zu der lust gejegede.
Übersetzung

Jungfrau, Frau und Mutter: in ihnen liegt alles Guten Kraft.

Die Jungfrau Maget ist ein Baum:

Blüten der ersten Keuschheit

die aus ihrer Jungfräulichkeit entspringen,

der Anfang alles Guten, der Inbegriff alles Wünschenswerten. Alle Kräfte des Verstandes

könnten die liebliche Art der keuschen Jungfrau nicht ausreichend lobpreisen.

Wenn aber der Glanz der herrlichen Blüten durch männliche List

abgefallen ist,

dann nennt man sie Wip.

Wenn ich es richtig verstehe,

muss ich den Namen als Wonne Irdisch Paradies deuten.

Gelobt seist du, Wip, für die Freuden deines Namens und deiner Gestalt.

Wenn sie des Menschen Lebensweise gerecht wird

und die Frucht des Lebens gebiert, dann erst hat sie ihre Bestimmung,

das höchste Ziel

errungen:

Vrouwe ist ein Name, der ihr zu Recht verliehen ist.

Für ihren Verdienst wird sie hoch geachtet.

Vrouwe ist ein Name, der den „Sinn des Menschen“ Freude versprechen (genauer: jagen) lässt.

#### Deutung
Laut Frauenlob ist der höchste Ehrenname für das weibliche Geschlecht die Bezeichnung vrouwe. Die Ehrenhaftigkeit der vrouwe schließt alle Ehre von wîp ein – nicht jedoch umgekehrt. Diese Argumentation verdeutlicht Frauenlob noch in einer weiteren Strophe. An dieser Argumentation nehmen seine Gegner den Anstoß, dass der Begriff wîp durch den Sprachgebrauch Jesu Christi geheiligt sei und sich Frauenlob mit seinem vrouwen-Lob an der Heiligkeit des Gottes Sohnes vergehe. Die Gegenstrophen greifen jedoch nie die für derartige Dichtung außergewöhnlich komplexe Argumentation Frauenlobs gänzlich auf. So ist auch Frauenlobs spätere Argumentation, dass sowohl wîp als auch vrouwe gleichermaßen als unwîp gescholten werden kann, bereits in seinen anfänglichen Strophen im Kern enthalten. Frauenlob präsentiert sich im wîp-vrouwe-Streit als gelehrter, volkssprachlicher Didaktiker, dem man durchaus zugestehen möchte, dass er sich über das, wovon er schreibt, theoretisches Wissen erarbeitet hat. Die Namen seiner Gegner sind nicht eindeutig in ihrer Autorschaft der Gegenstrophen zu identifizieren. Als gesichert kann der Name Rumelant und wohl auch die Textautorschaft Regenbogens genannt werden.

### Polemik um Frauenlobs Selbstdarstellung
Frauenlobs Selbstpreisung

Swaz ie gesang Reimar und der von Eschenbach,

swaz ie gesprach

der von der Vogelweide,

mit vergoltem kleide

ich, Vrouwenlob, vergulde ir sang,   als ich iuch bescheide.

sie han gesungen von dem feim,   den grunt han si verlazen.

Uz kezzels grunde gat min kunst, so gicht min munt.

Ich tuon iu kunt

mit worten und mit dönen

ane sunderhönen:

noch solte man mins sanges schrin   gar rilichen krönen.

si han gevarn den smalen stig   bi künstenrichen strazen.

Swer ie gesang und singet noch

– bi grünem holze ein fulez bloch –,

so bin ichz doch

ir meister noch.

der sinne trage ich ouch ein joch,

dar zu bin ich der künste ein koch.

min wort, min döne traten nie   uz rechter sinne sazen.
Übersetzung

Was jemals Reinmar und der von Eschenbach sang,

was jemals

der von der Vogelweide sagte:

mit goldenem Prunkkleid vergolde

ich, Frauenlob, ihren Gesang, wie ich es euch nun zeige:

Sie haben nur vom Schaum der Oberfläche gesungen, den Boden haben sie vernachlässigt.

Meine Kunst kommt vom Grunde des Kessels, dazu stehe ich.

Ich verkünde euch

mit Worten und mit Tönen

ohne Übertreibung:

Den Lobpreis meines Gesanges sollte man mit einer (wertvollen) Krone zieren.

Andere gingen nur die schmalen Pfade neben den Straßen der großen Künste.

Wer jemals gesungen hat und noch singen wird

– ein fauler Ast am grünen Holz –,

so bin ich doch

der Meister über sie alle.

Ich trage auch das Joch des Verstandes

und ich bin überdies der Künste ein Koch.

Nie verließen meine Worte und Töne den Ort der guten Kunst.

#### Deutung
Mit dieser Strophe unverhohlener Prahlerei sucht Frauenlob seinesgleichen. Er präsentiert sich als Dichterkönig, und wenngleich er zur Zeit der Entstehung der Strophe derartige Stellung noch nicht innehatte, so passt dieser Spruch stimmig zur Legende, zu der er in der meistersängerischen Tradition später wurde. Unter seinen Zeitgenossen rief er jedoch eine Reaktion scharfer Polemik hervor. Vor allem kritisieren diese Frauenlobs Anmaßung sich über die bereits verstorbenen „Meister“ wie Walther von der Vogelweide, Reinmar und Wolfram von Eschenbach zu stellen. Entgegen der ursprünglichen Meinung Ludwig Ettmüllers, es handele sich bei Frauenlobs Spruch der Selbstrühmung um eine Verteidigung gegen seine Kritiker im wîp-vrouwe-Streit, ist Frauenlobs Spruch der Ausgangspunkt neuer Herausforderung seiner Zeitgenossen.

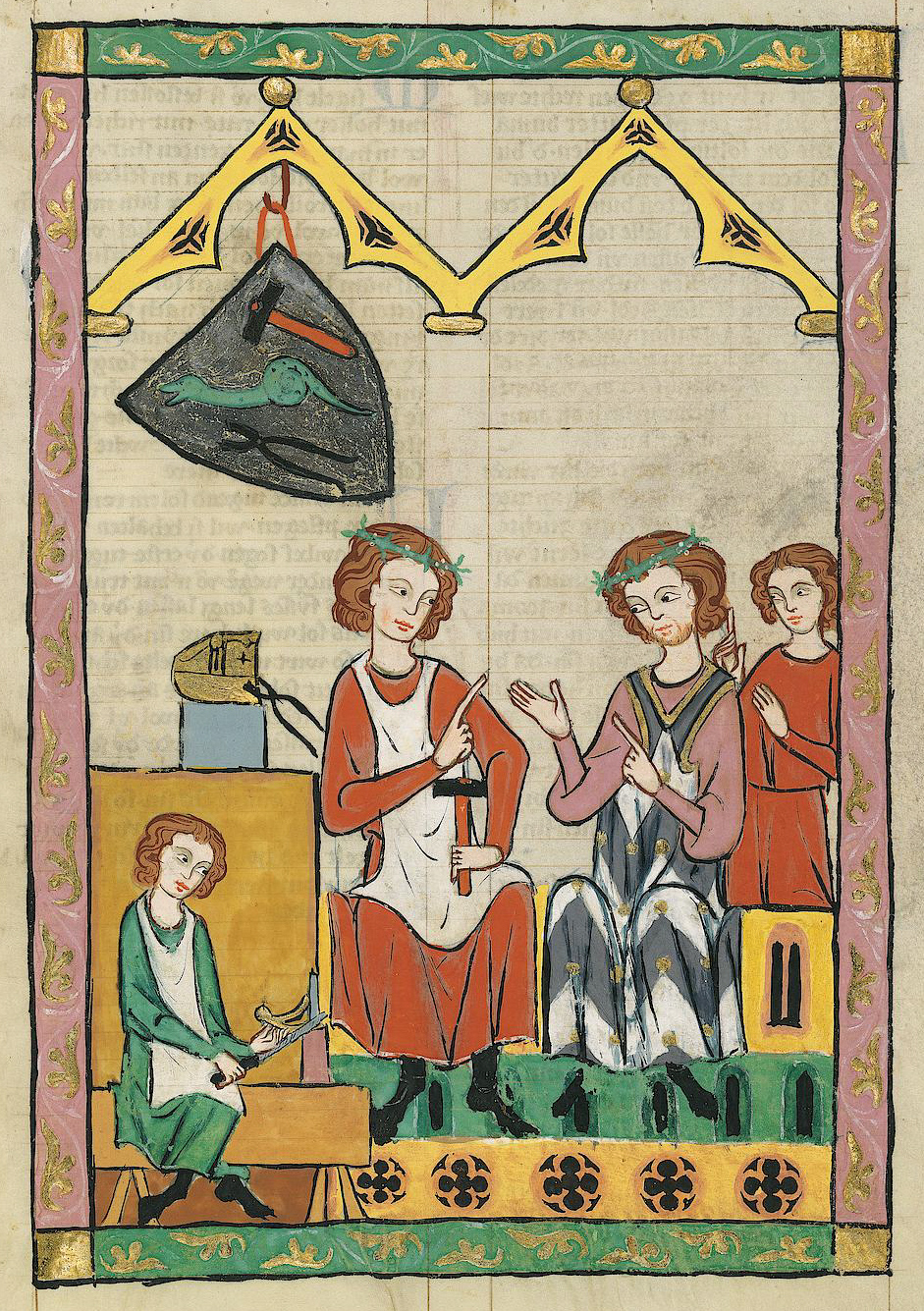
Regenbogen (mit den Attributen eines Schmieds) und Frauenlob (Codex Manesse, 14. Jahrhundert)

### Streit zwischen Frauenlob und Regenbogen
In den meistersängerischen Handschriften sind viele Gedichte überliefert die einen fiktiven Streit inszenieren, den die Verfasser der Handschriften den Meistern teilweise wohl in den Mund gelegt haben. Der andere Teil – zumindest in C – ist jedoch aus „echten“ Strophen zusammengestellt, auch hier muss man zwischen den Überlieferungen der Handschriften aus dem höfischen Umfeld des 14. Jahrhunderts und den der meistersängerischen Handschriften unterscheiden. Formal sind viele meistersängerische Gedichte aber eben zum Teil eindeutig nicht aus der Feder der „Meister“, stattdessen treten diese dann Akteuren gleich auf. Nach jenen Legenden sei Regenbogen ein Schmied gewesen, der mit dem Dichter Frauenlob zu streiten begann. Dies findet sich bereits in einer Miniatur der Großen Heidelberger Liederhandschrift wieder. Die größten Überlieferungsquellen für diesen inszenierten Sängerkrieg sind die Große Heidelberger Liederhandschrift und die Kolmarer Liederhandschrift. In C finden sich abwechselnd Strophen von Frauenlob und Regenbogen, die sich zu einer Art Sängerkrieg zusammenfügen, in dem die beiden wetteifern, wer der Bessere sei. Burghart Wachinger hat in seinem Buch Sängerkrieg die Gedichte zusammengefasst, die in dieser Tradition gesehen werden können. Darunter befinden sich auch die neun Strophen aus k in Regenbogens Briefton, die zusammen den sogenannten Krieg von Würzburg ergeben. Frauenlob und Regenbogen streiten in diesem darum ob Mann oder Frau den Vorrang haben. Die Richter dieses Turniers der Künstler werden merker genannt, was einen Verweis auf die Wettstreit-Traditionen der Meistersänger darstellt.

## Denkmale, Rezeption

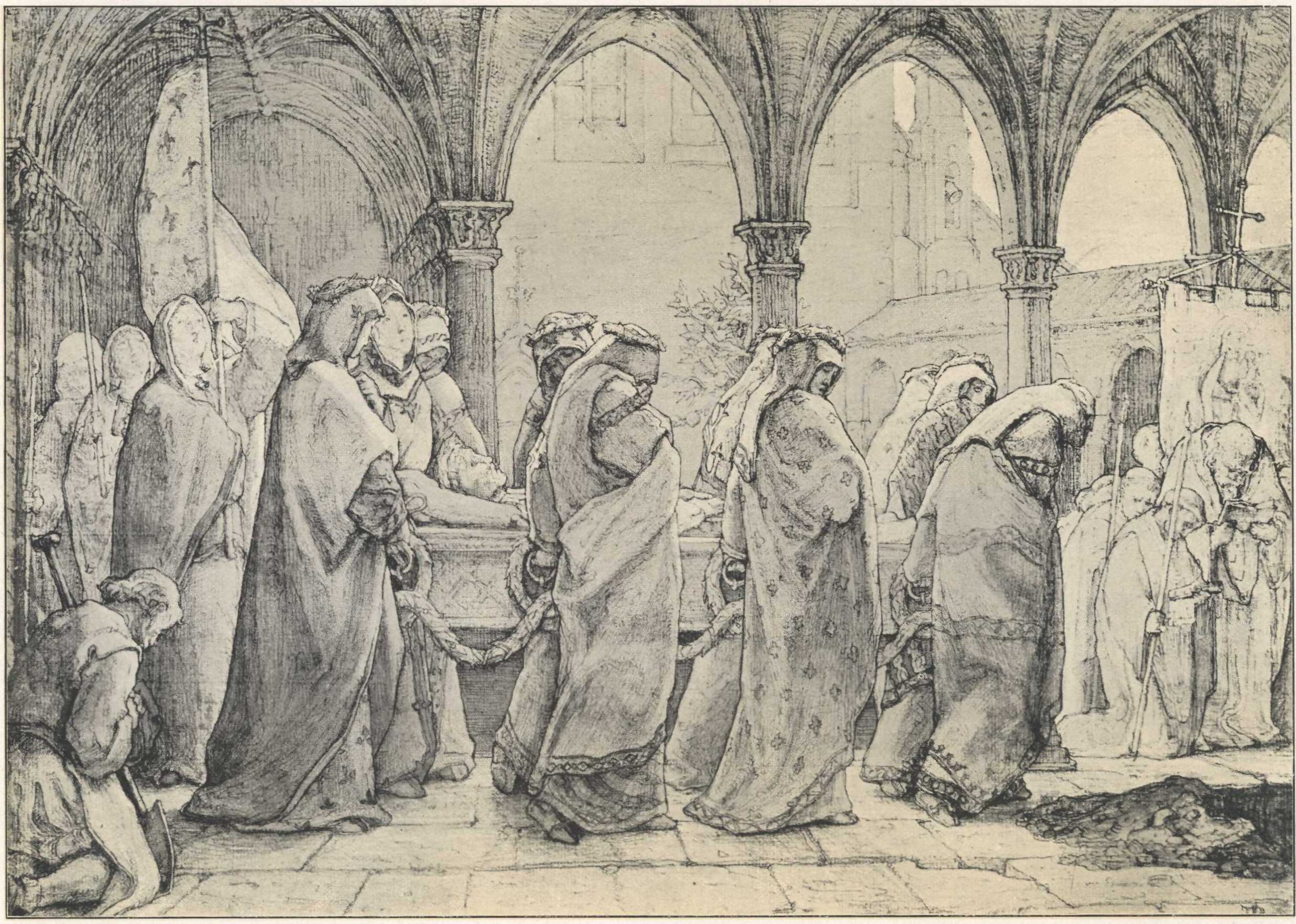
Frauenlobs Begräbnis, Zeichnung von Alfred Rethel, zwischen 1840 und 1850

Für die Berliner Siegesallee gestaltete Reinhold Begas eine marmorne Büste Frauenlobs als Seitenfigur der Denkmalgruppe 8 zu dem zentralen Standbild für Waldemar (den Großen), enthüllt am 22. März 1900.

In Mainz ist am Ufer des Rheins (Höhe Frauenlobstraße) eine Plastik von Richard Heß zu finden, die Frauenlob in seiner Barke in etwa halber Lebensgröße abbildet. 

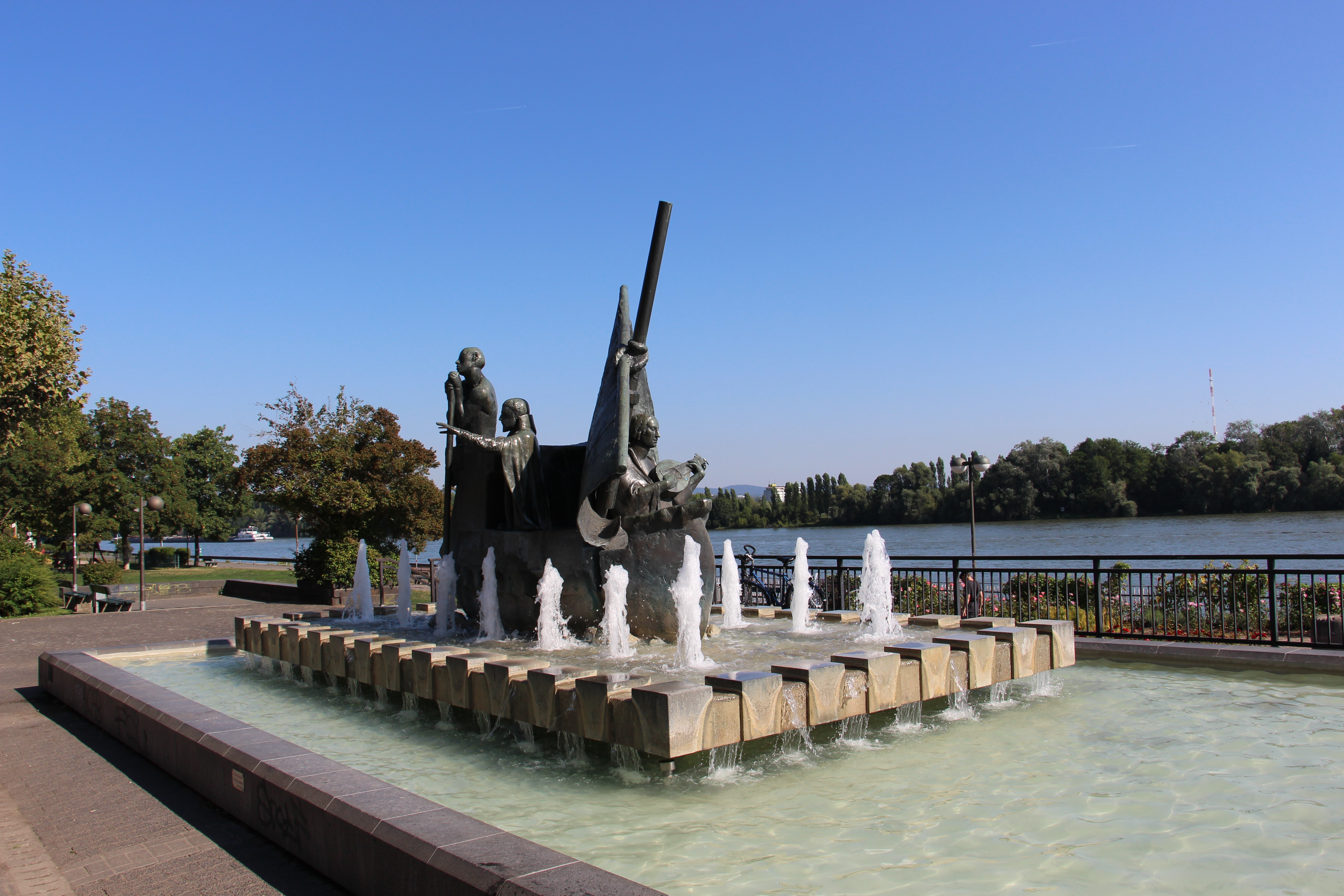
Frauenlob-Barke von Richard Heß - Bronze 1981

Der Historienmaler Alfred Rethel schuf in den 1840er Jahren die romantisch inspirierte Zeichnung Frauenlobs Begräbnis.

### Textausgaben
- Ludwig Ettmüller (Hrsg.): Heinrichs von Meißen des Frauenlobes Leiche, Sprüche, Streitgedichte und Lieder. Quedlinburg/Leipzig 1843.
- Karl Stackmann, Karl Bertau (Hrsg.): Frauenlob (Heinrich von Meissen): Leichs, Sangsprüche, Lieder. 2 Bände (= Abh. d. Akad. d. Wiss. in Göttingen, Philol.-hist. Kl. III. 119–120). Vandenhoeck & Ruprecht, Göttingen 1981, ISBN 3-525-82504-8.
- Wörterbuch zur Göttinger Frauenlob-Ausgabe. Unter Mitarbeit von Jens Haustein redigiert von Karl Stackmann (= Abh. d. Akad. d. Wiss. in Göttingen, Philol.-hist. Kl. III. Band 186). Vandenhoeck & Ruprecht, Göttingen 1990, ISBN 3-525-82472-6.
- Jens Haustein, Karl Stackmann (Hrsg.): Sangsprüche in Tönen Frauenlobs. Supplement zur Göttinger Frauenlob-Ausgabe. 2 Teile. Unter Mitarbeit von Thomas Riebe und Christoph Fasbender (= Abh. d. Akad. d. Wiss. in Göttingen, Philol.-hist. Kl. III. Band 232). Vandenhoeck & Ruprecht, Göttingen 2000, ISBN 3-525-82504-8.

### Einspielungen auf Tonträger (Auswahl)
- Frauenlob (Heinrich von Meissen, ca. 1260–1318) – The Celestial Woman/Frauenlobs Leich, oder der Guldin Fluegel, zu latin: Cantica Canticorum, Sequentia. Ensemble für Musik des Mittelalters, Deutsche Harmonia Mundi/BMG Classics 2000

### Forschungsliteratur
- Michael Baldzuhn: Vom Sangspruch zum Meisterlied. Untersuchungen zu einem literarischen Traditionszusammenhang auf der Grundlage der Kolmarer Liederhandschrift. Niemeyer, Tübingen 2002, ISBN 3-484-89120-3.
- Thomas Bein: Sus hup sich ganzer liebe vrevel. Studien zu Frauenlobs Minneleich (= Europäische Hochschulschriften, Reihe 1: Deutsche Sprache und Literatur; Band 1062). Lang, Frankfurt am Main u. a. 1988, ISBN 3-8204-1438-X.
- Harald Bühler: Frauenlob-Index. Mit einem Vorwort von Karl Bertau. Palm & Enke, Erlangen 1985.
- Sebastian Cöllen: Gefiolierte blüte kunst. Eine kognitionslinguistisch orientierte Untersuchung zur Metaphorik in Frauenlobs Marienleich. Uppsala Universität, Uppsala 2018, ISBN 978-91-506-2691-9 (Diss.; urn:nbn:se:uu:diva-347182).
- Josephine Graf-Lomtano: Der Minnesänger Heinrich Frauenlob. In: Reclams Universum 35.1 (1919), S. 112–114.
- Patricia Harant: Poeta Faber. Der Handwerks-Dichter bei Frauenlob. Texte, Übersetzungen, Textkritik, Kommentar u. Metapherninterpretationen (= Erlanger Studien. Band 110). Palm & Enke, Erlangen/Jena 1997.
- Jens Haustein (Hrsg.), Karl Stackmann: Frauenlob, Heinrich von Mügeln und ihre Nachfolger. Wallstein, Göttingen 2002, ISBN 3-89244-388-2.
- Jens Haustein, Ralf-Henning Steinmetz: Studien zu Frauenlob und Heinrich von Mügeln. Festschrift für Karl Stackmann zum 80. Geburtstag (= Scrinium Friburgense. Band 15). Universitätsverlag, Freiburg/Schweiz 2002, ISBN 3-7278-1350-4.
- Alexander Hildebrand: „ûz kezzels grunde gât mîn kunst“, Zu Frauenlob 165.7. In: Euphorion. Band 61, 1967, S. 400–406.
- Christoph Huber: Wort sint der dinge zeichen. Untersuchungen zum Sprachdenken der mittelhochdeutschen Spruchdichtung bis Frauenlob. Artemis, München 1977.
- Beate Kellner: Frauenlobs Marienleich. Erotisierung – Kosmisierung – Vergöttlichung der Mariengestalt, in: Alanus ab Insulis und das europäische Mittelalter, hg. von Frank Bezner und Beate Kellner, Paderborn 2022, S. 217–269.
- Susanne Köbele: Frauenlobs Lieder. Parameter einer literarhistorischen Standortbestimmung (= Bibliotheca Germanica. Band 43). Francke, Tübingen/Basel 2003.
- Claudia Lauer, Uta Störmer-Caysa (Hrsg.): Handbuch Frauenlob. Universitätsverlag Winter, Heidelberg 2018, ISBN 978-3-8253-6952-1.
- Cord Meyer: Der „helt von der hoye Gerhart“ und der Dichter Frauenlob. Höfische Kultur im Umkreis der Grafen von Hoya. Bibliotheks- und Informationssystem der Universität Oldenburg, Oldenburg 2002, ISBN 3-8142-0839-0 (urn:nbn:de:gbv:715-oops-6052).
- Anton Neugebauer: „Es lebt des Sängers Bild“ – Frauenlob in der Kunst. Bilder Heinrichs von Meissen vom 14. bis zum 20. Jahrhundert (= Forschungsbeiträge des Bischöflichen Dom- und Diözesanmuseums. 4). Schnell & Steiner, Regensburg 2018, ISBN 978-3-7954-3375-8.
- Anton Neugebauer: Frauenlob und sein Grab: 700. Todestag des Mainzer Dichters Heinrich von Meißen. Frauenlob-Wochen im Dommuseum. In: Mainz. Vierteljahreshefte für Kultur, Politik, Wirtschaft, Geschichte. Bd. 38 (2018), H. 3, ISSN 0720-5945, S. 22–27.
- Barbara Newman: Frauenlob's Song of Songs: A Medieval German Poet and His Masterpiece. Pennsylvania State University Press,  University Park, PA 2006.
- Brunhilde Peter: Die theologisch-philosophische Gedankenwelt des Heinrich Frauenlob. Speyer 1957, DNB 453741312 (Diss.).
- Oskar Saechtig: Über die Bilder und Vergleiche in den Sprüchen und Liedern Heinrichs von Meißen. Marburg 1930, DNB 571137075 (Diss.).
- Werner Schröder (Hrsg.): Cambridger „Frauenlob“-Kolloquium 1986 (= Wolfram-Studien; Band 10). Schmidt, Berlin 1988.
- Guenther Schweikle: Minnesang (= Sammlung Metzler; Bd. 244). 2. korrigierte Aufl. Metzler, Stuttgart/Weimar 1995.
- Johannes Siebert: Die Astronomie in den Gedichten des Kanzlers und Frauenlobs. In: Zeitschrift für deutsches Altertum und deutsche Literatur. Band 75, 1938, S. 1–23.
- Ralf-Henning Steinmetz: Liebe als universales Prinzip bei Frauenlob. Ein volkssprachlicher Weltentwurf in der europäischen Dichtung um 1300. Niemeyer, Tübingen 1994.
- Helmut Tervooren: Sangspruchdichtung. Metzler, Stuttgart 2001.
- Helmuth Thomas: Untersuchungen zur Überlieferung der Spruchdichtung Frauenlobs (= Palaestra; Band 217). Akademische Verlagsgesellschaft, Leipzig 1939, DNB 362884714.
- Burghart Wachinger: Sängerkrieg. Untersuchungen zur Spruchdichtung des 13. Jahrhunderts. Beck, München 1973.
- Shao-Ji Yao: Der Exempelgebrauch in der Sangspruchdichtung. Vom späten 12. Jahrhundert bis zum Anfang des 14. Jahrhunderts. Königshausen & Neumann, Würzburg 2006, ISBN 3-8260-3348-5.

### Biographien
- Bert Nagel: Frauenlob. In: Neue Deutsche Biographie (NDB). Band 5, Duncker & Humblot, Berlin 1961, ISBN 3-428-00186-9, S. 380–382 (Digitalisat).
- Karl Bartsch: Frauenlob. In: Allgemeine Deutsche Biographie (ADB). Band 7, Duncker & Humblot, Leipzig 1877, S. 321–323.
- Karl Bertau: Heinrich „von Meißen“ (Frauenlob). In: Lexikon des Mittelalters (LexMA). Band 4. Artemis & Winkler, München/Zürich 1989, ISBN 3-7608-8904-2, Sp. 2097–2100.
- Franz Viktor Spechtler: Heinrich von Meißen (gen. Frauenlob). In: Oesterreichisches Musiklexikon. Online-Ausgabe, Wien 2002 ff., ISBN 3-7001-3077-5; Druckausgabe: Band 2, Verlag der Österreichischen Akademie der Wissenschaften, Wien 2003, ISBN 3-7001-3044-9.
- Karl Stackmann: Frauenlob; (Meister) Heinrich Frauenlob; Meister Heinrich von Meißen der Frauenlob. In: Die deutsche Literatur des Mittelalters. Verfasserlexikon. 2. Auflage. Band 2: Comitis, Gerhard – Gerstenberg, Wigand. De Gruyter, Berlin 1980, ISBN 3-11-007699-3, Sp. 865–877.